# George Willard Martin
George Willard Martin (ur. 27 października 1886 w Brooklynie, zm. 11 września 1971) – amerykański mykolog.
W 1912 roku ukończył studia na Uniwersytecie Rutgersa z tytułem licencjata z literatury. Od 1913 r. pracował w Stacji Doświadczalnej w New Jersey. W 1915 roku uzyskał tytuł magistra inżyniera na Uniwersytecie Rutgersa. Wkrótce potem został powołany do armii amerykańskiej i wysłany do Paryża. Tam George Willard miał okazję studiować botanikę i mykologię na Sorbonie. Po powrocie z Francji w 1919 r. Martin został adiunktem botaniki. Następnie przeniósł się do Chicago, gdzie w 1922 roku uzyskał stopień doktora na Uniwersytecie w Chicago. Rok później przybył do Iowa City i został profesorem na Uniwersytecie Stanu Iowa. Podczas II wojny światowej pracował w Laboratorium Biologicznym w Jeffersonville w stanie Indiana, badając rozkład sprzętu wojskowego przez grzyby. W 1955 roku Martin został emerytowanym profesorem na Uniwersytecie stanu Iowa. W latach 1956–1957 pracował jako profesor na University of Illinois, po czym wrócił do Iowa.
Przy nazwach naukowych utworzonych przez niego taksonów dodawany jest skrót jego nazwiska G.W. Martin. Jego nazwiskiem nazwano rodzaj grzyba Martininia Dumont & Korf 1970.